# Списък на реките в Южна Каролина
Списъкът на реките в Южна Каролина включва основните реки, които преминават през щата Южна Каролина, Съединените американски щати.
Щатът се отводнява в Атлантическия океан, главно чрез 3 големи речни системи – на реките Савана, Санти и Пиди.

## По речна система
- Савана
- Салкахачи
- Едисто
  - Саут Форк
  - Норд Форк
- Санти
  - Уотъри
    - Катоба

  - Конгари
    - Броуд Ривър
    - Паколет
    - Енори

  - Салуда
    - Литъл Салуда
- Пиди
  - Блек Ривър
  - Линчс Ривър
  - Литъл Пиди
  - Уакамо
- Ашли
- Стоно
- Купър
- Уондо

## По азбучен ред
- Ашли
- Блек Ривър
- Броуд Ривър
- Едисто
- Енори
- Катоба
- Конгари
- Купър
- Линчс Ривър
- Литъл Пиди
- Литъл Салуда
- Норд Форк
- Паколет
- Пиди
- Савана
- Салкахачи
- Салуда
- Санти
- Саут Форк
- Стоно
- Уондо
- Уотъри